# Forces armées espagnoles (Période franquiste)
Au cours de l'Espagne franquiste, les forces armées espagnoles avaient pour mission la défense nationale ainsi que le maintien de l'ordre public sur le territoire espagnol, durant la période historique où le Royaume d'Espagne était sous la domination du général Francisco Franco. Cette période historique s'étend du commencement de la guerre civile espagnole, traversant les années de la dictature militaire, jusqu'à l'année 1978 et aux premières années de la transition vers la démocratie.
Au cours de la guerre civile espagnole et de la dictature subséquente, cette institution était désignée sous les appellations d'Armée nationale ou, plus simplement, d'Armée espagnole. En raison de sa loyauté indéfectible et de son obéissance stricte envers Francisco Franco, elle est également connue sous le nom d'Armée franquiste. En effet, durant le régime dictatorial de Franco, cette armée se constitua en un des leviers essentiels du pouvoir franquiste, soutenant ce dernier de manière décisive jusqu'à la mort du dictateur en 1975. Elle demeura un pilier central du régime jusqu'à la transition démocratique qui marqua la fin de la dictature et le rétablissement de la démocratie en Espagne.
Elle trouve son origine dans les forces qui, en 1936, se soulevèrent contre le gouvernement républicain, déclenchant ainsi une guerre civile qui perdura près de trois années. À l'issue de ce conflit, qui s'acheva par la victoire de Franco, désormais dictateur absolu du pays, l'organisation militaire et sa structure interne subirent une transformation notable, se bureaucratisant au fil du temps. L'historien Gabriel Cardona met en exergue, dans ses travaux, la pénurie chronique de ressources matérielles ainsi que la prévalence de la corruption et du népotisme, facteurs qui n'ont pas contribué à l'amélioration des forces armées espagnoles. Selon ses analyses, l'armée sous le régime de Franco se comportait davantage comme une force de police et un instrument de pression pour le régime, plutôt qu'en tant qu'armée moderne, tel que cela aurait dû être son rôle.

## Introduction

### Base du pouvoir de Franco
Pendant la guerre civile espagnole, l'armée s'est imposée comme le pilier central du nouvel État totalitaire sous la direction du généralissime Franco, une situation qui s'est consolidée avec la victoire décisive dans le conflit. En réalité, le régime insurrectionnel était structuré de manière quasi-militaire. Les forces armées avaient envahi toutes les sphères de la vie sociale et culturelle ; ainsi, par exemple, le journal de la Phalange, Arriba, s'était transformé en un simple organe d'information des forces armées. En tant qu'élément de pouvoir et soutien du franquisme, les forces armées ont joué un rôle crucial dans la répression, particulièrement durant les premières années de la dictature. Au début de la guerre civile, l'autorisation des condamnations à mort se limitait à la signature ou au simple « accord » du commandant militaire en service. En tant que commandant suprême, Franco se réservait la décision ultime concernant les condamnations à mort ou les grâces. Lorsqu'il donnait son consentement à une exécution, il était pleinement conscient des abus commis par ses subordonnés, abus qu'il tolérait ouvertement.
À partir de ce moment, les forces armées se trouvent en parfaite adéquation avec la dictature franquiste, dans la mesure où elles participent directement au pouvoir. Leur influence se manifeste non seulement dans la direction du pays, mais également à travers leur présence dans les organes gouvernementaux et dans l'administration de l'État. L'armée exerçait un contrôle étroit sur les forces de sécurité, dont les officiers étaient issus de ses rangs, et se distinguait par une présence marquée dans l'administration publique, où elle agissait tant comme gouverneur civil que comme gouverneur militaire. De plus, les représentants militaires occupaient des postes significatifs dans les conseils d'administration et au sein des sociétés d'État, telles que l'Institut National de l'Industrie (INI).

### Balance d'officier surdimensionnée

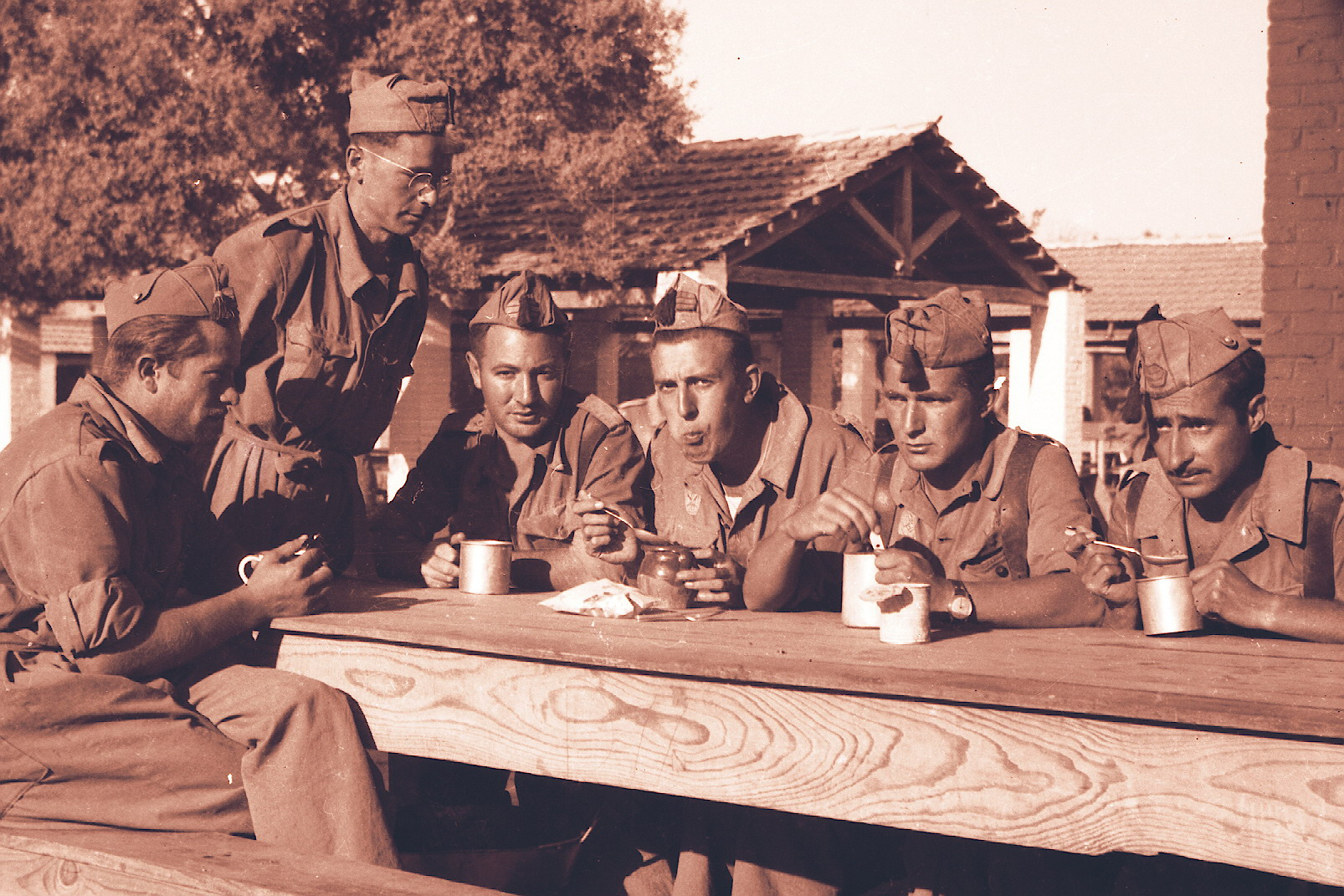
Conscrits effectuant leur service militaire, vers 1945

En l'an 1968, le ministère de l'Armée alloua la somme de 17,4 milliards de pesetas en rémunérations pour le personnel, ce qui représentait 82,2 % de ses dépenses totales. En comparaison, les investissements, comprenant le matériel et la technologie, se chiffrèrent à seulement 1,4 milliard de pesetas, soit 6,5 % du montant total alloué. Pour mettre en perspective ces chiffres, il convient de noter que le ministère de la Marine consacra 3,9 milliards de pesetas aux salaires du personnel, correspondant à 57,5 % de son budget total, tandis que le ministère de l'Armée de l'Air dépensa 4,3 milliards de pesetas, soit 47,5 % de son budget. En outre, les rémunérations des forces de sécurité, qui s'élevaient à environ 90 000 personnes, furent réparties comme suit :
- 8 200 agents de la Police Générale
- 20 000 corps de police armés
- 60 000 agents de la Garde civile[9]

Les dépenses militaires représentaient alors jusqu'à 17 % du budget général de l'État, ou entre 19 % et 22 % si l'on tenait compte des crédits alloués aux forces de sécurité.
En l'an 1970, la disproportion des grades au sein des forces armées se perpétue : sur un effectif total de 289 000 membres des forces armées (hors les forces de sécurité), on dénombre 824 généraux et officiers généraux, parmi lesquels seulement 216 occupaient des fonctions opérationnelles. Parallèlement, durant cette même décennie, un grand nombre d'officiers des forces armées percevaient encore des rémunérations très modestes, les contraignant ainsi à recourir à des activités parallèles, tant dans l'administration publique que dans le secteur privé.

## Histoire opérationnelle

### Origines

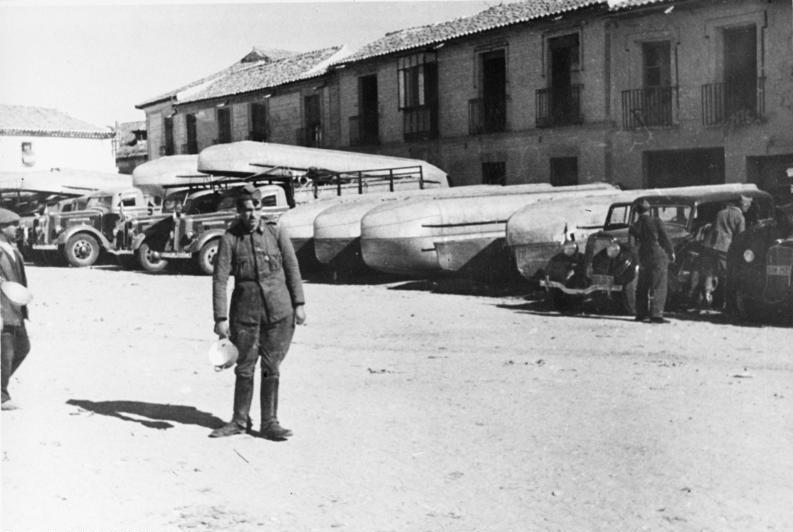
Pontons de l'armée rebelle, 1936.

L’armée espagnole, à l’aube de la guerre civile espagnole en 1936, se composait de onze divisions militaires territoriales. Huit de ces divisions étaient des formations organiques, tandis que trois autres se structuraient sous des commandements militaires distincts, et la dernière correspondait au Territoire du Maroc. À la suite du déclenchement du conflit, cette organisation se fragmenta en deux entités distinctes et subit une transformation radicale.
D'après les travaux de l'historien Francisco Alía Miranda, la répartition des généraux, chefs, officiers et élèves-officiers entre les deux camps après le coup d'État de juillet 1936 se présentait comme suit : dans la zone républicaine, on dénombrait 8 929 individus, tandis que dans la zone rebelle, leur nombre s'élevait à 9 294. Quant aux soldats, la zone républicaine en comptait 116 501 contre 140 604 dans la zone rebelle, incluant 47 127 soldats de l'Armée espagnole d'Afrique, l'unité militaire espagnole la plus aguerrie et la mieux formée pour le combat. Ce facteur offrit un avantage décisif aux rebelles sur ce plan. Un autre facteur en leur faveur résidait dans le fait que, bien que les généraux et hauts commandants demeurassent majoritairement loyaux à la République, un nombre important de chefs et d'officiers intermédiaires se ralliait au soulèvement. De surcroît, le nombre de chefs et d'officiers dans la zone rebelle augmenta considérablement, atteignant 14 104 le 1er avril 1939, tandis que, du côté républicain, leur effectif chuta à 4 771. Cette diminution notable était en grande partie due au transfert de nombreux commandants et officiers vers le camp adverse au cours du conflit. Selon l'historien précité, la majorité des 18 000 officiers présents en Espagne en juillet 1936 se réjouirent du coup d'État, en raison d'une prépondérance de mentalités conservatrices, corporatistes et militaristes parmi leurs rangs.
Les plans minutieusement élaborés par le général Mola se révélèrent défaillants lorsque, au début du mois d'août, il devint manifeste que le soulèvement avait échoué dans trois cinquièmes du territoire national. Cependant, au début du mois de septembre, il apparut que les forces rebelles étaient en voie de triomphe militaire dans leur confrontation avec la Seconde République.
Le 28 septembre, en proximité de la ville de Salamanque, se tint une réunion de la Junta de Defensa Nacional. Lors de cette assemblée, les principaux chefs militaires du Bando Sublevado convinrent de nommer le général Francisco Franco au poste de généralissime des armées ainsi qu'à celui de chef de l'État durant la guerre. Bien que la proposition du général Alfredo Kindelán stipulât que cette nomination devait être valable pour la durée du conflit, le décret émis ne comportait pas de telle restriction :

« ...Les préoccupations de Franco à cette époque étaient plus politiques que militaires, puisqu'à cet égard il restait convaincu que les Armées espagnoles d'Afrique étaient suffisantes pour résoudre un conflit dont il voyait la fin proche, et il ne ressentait pas le besoin de passer, comme ses adversaires, à la création d'une nouvelle armée... »

— Ángel and Ramón Salas Larrazábal.
Le 1er octobre, Francisco Franco s'établit à Burgos en tant que chef incontesté des forces rebelles, affichant une confiance ferme dans la chute imminente de Madrid, que l'on espérait dans quelques semaines, tout en étant davantage préoccupé par l'organisation politique du nouvel État rebelle en gestation à cette époque. Parmi les premiers actes officiels du Bulletin officiel de l'État figurait la confirmation de l'existence des armées du Nord et du Sud, alors considérées comme les plus vastes et les plus significatives des unités militaires,. Le général de division Queipo de Llano fut désigné pour commander les fronts de la II Division Organique ainsi que la province de Badajoz, constituée en tant qu'Armée du Sud. L'Armée du Nord, quant à elle, fut placée sous le commandement du général de brigade Emilio Mola Vidal, chargé de l'ensemble de la zone nord des rebelles, englobant la mer Cantabrique ainsi que les ports de Somosierra et Guadarrama. Par ailleurs, le général Orgaz reçut la nomination de haut-commissaire espagnol au Maroc, tandis que le lieutenant-colonel Juan Luis Beigbeder fut nommé comme son adjoint, chargé des affaires indigènes.
En octobre du même mois, fut instaurée la Haute Cour de Justice Militaire, laquelle, sous une dénomination renouvelée, redonna vie au Conseil Supérieur de la Guerre et de la Marine, organe aboli par Manuel Azaña en 1931. Le Colonel Lorenzo Martínez Fuset, conseiller personnel de Franco, devint l'un des principaux architectes des tribunaux militaires ainsi que de leur organisation juridique une fois constitués. Le général Francisco Gómez-Jordana Sousa fut nommé président du Conseil technique de l'État. L'amiral Juan Cervera Valderrama reçut le poste de chef d'état-major de la marine espagnole, et le capitaine Francisco Moreno fut confirmé dans ses fonctions de commandant de la flotte. Comparé à d'autres chefs militaires, l'amiral Cervera se distingua par son dynamisme dans l'acquisition de fournitures et de nouveaux équipements pour l'Armada sublevada, persuadé que la maîtrise des mers s'avérerait décisive pour le conflit. Le général Alfredo Kindelán, vétéran de l'aviation, fut chargé de la direction et de l'organisation des nouvelles forces aériennes rebelles.

### Guerre civile espagnole
À partir d'avril 1937, alors qu'il devenait manifeste que le conflit se prolongeait, les divisions organiques furent renommées Corps d'armée, en conformité avec les secteurs du front. Ainsi, le territoire attribué à la V Division Organique fut transformé en Corps d'Armée d'Aragon, la VI Division Organique en Corps d'Armée de Navarre, la VII Division Organique en Corps d'Armée de Castille, et la VIII Division Organique en Corps d'Armée de Galice. Parallèlement, les régions militaires furent progressivement reconstituées sur la base des anciennes divisions organiques.
En mars, les forces nationalistes comptaient approximativement 300 000 hommes sous les armes. À la fin de l'année, l'armée nationale affichait un effectif de 500 000 recrues, chiffre légèrement inférieur à celui des soldats de l'Armée populaire de la République. À ce stade, onze contingents de réservistes avaient été mobilisés. Parmi les soldats de cette armée se retrouvaient non seulement des déserteurs de la zone républicaine, mais également des militaires capturés et contraints de se réengager dans la zone républicaine. Malgré la présence significative de recrues forcées, l'effectif incluait environ 100 000 carlistes et plus de 200 000 phalangistes. En outre, parmi ces forces figuraient 40 000 soldats marocains appartenant à l'Armée espagnole d'Afrique, comprenant la Légion espagnole ainsi que les redoutables Regulares ; ces unités africaines étaient déjà intégrées dans l'armée franquiste. Toutes ces troupes avaient alors été réorganisées en divisions, perdant peu à peu l'empreinte territoriale de leur origine ou de leur composition initiale. Par ailleurs, la réserve se composait de plus de 200 bataillons d'infanterie et de 70 batteries d'artillerie, toutes sous le commandement du général Orgaz.

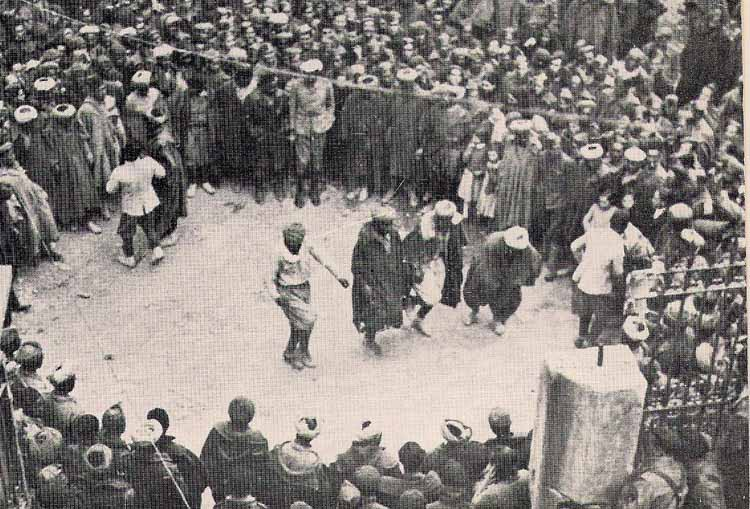
Troupes marocaines célébrant la conquête de Rubielos de Mora en 1938.

La victoire nationale obtenue lors de l'offensive du Nord permet à la flotte de se diriger vers la Méditerranée pour y concentrer ses efforts. Parallèlement, 65 000 hommes de l'Armée du Nord, ainsi que leur armement, deviennent disponibles pour être redéployés sur le front sud. Ces forces prendront part à l'offensive décisive d'Aragon, lancée le 7 mars 1938, laquelle conduira les nationalistes jusqu'au fleuve Sègre et à la mer Méditerranée, engendrant ainsi la division de la zone républicaine en deux parties distinctes. Dans les mois suivants, l'offensive sera orientée vers Valence ; toutefois, cette attaque échouera et entraînera d'importantes pertes humaines et matérielles. En juillet, l'offensive républicaine sur l'Èbre réussit à surprendre l'arrière-garde franquiste, mais après plusieurs mois de contre-attaques extrêmement sanglantes, les forces républicaines, épuisées par l'attrition sévère de l'Armée populaire, devront se retirer.
À la fin de l'année 1938, les forces de l'Armée nationale comptaient plus d'un million d'hommes, comprenant la majorité des individus valides âgés de 18 à 31 ans, ainsi qu'un nombre significatif de volontaires. L'Armée se trouvait structurée en quatre grands groupements de troupes : l'Armée du Sud, inactive en Andalousie et placée sous le commandement du général Queipo de Llano ; l'Armée du Centre, dirigée par le général Saliquet ; l'Ejército del Norte, sous les ordres du général Dávila ; et l'Ejército de Levante, qui s'était distingué au cours de la guerre, commandé par le général Orgaz. À cette époque, l'Armée nationale se composait de 61 divisions d'infanterie totalisant 840 000 hommes, accompagnées de 15 323 cavaliers, 19 013 pièces d'artillerie, 35 000 soldats africains, 32 000 Italiens du Corpo Truppe Volontarie, 5 000 Allemands de la Légion Condor, ainsi que 119 594 autres personnels affectés aux services auxiliaires. En somme, les effectifs militaires s'élevaient à 1 065 941 soldats. À ce stade de la guerre, les républicains étaient profondément épuisés et dépourvus de réserves significatives. En décembre 1938 débuta l'offensive de Catalogne, laquelle s'acheva en février 1939 par la conquête de la région et un grand succès militaire pour les forces armées franquistes. Le 26 mars 1939 débuta l'offensive finale de la guerre civile, marquée par l'avancée sans résistance des armées de Franco sur les positions désorganisées de l'Espagne républicaine. Le 31 mars, à la tombée de la nuit, le port d'Alicante, dernière position encore en résistance, se rendit, mettant ainsi officiellement fin à la guerre civile espagnole.

### Après-guerre et Seconde Guerre mondiale

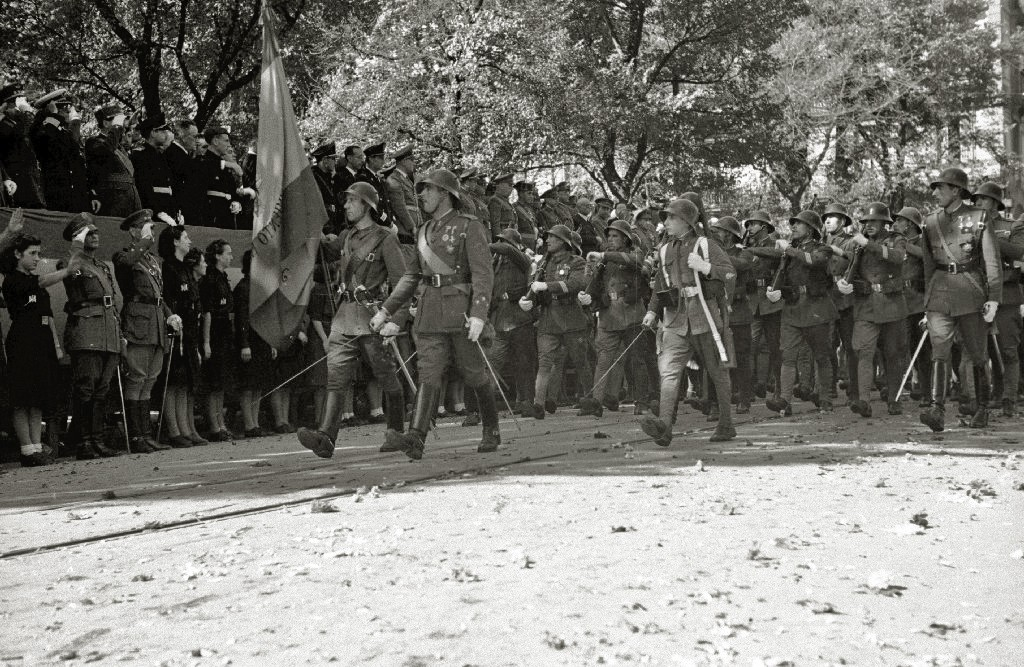
Défilé militaire à Saint-Sébastien (1942)

À la fin de la guerre civile, l’armée espagnole se composait de 850 000 fantassins, de 19 000 artilleurs et disposait d’importantes forces de cavalerie. Toutefois, elle faisait face à une insuffisance de couverture aérienne, était pratiquement dépourvue de forces mécanisées et blindées, et son équipement global était de qualité médiocre. Au cours de l'été 1939, une démobilisation partielle fut décidée, réduisant le nombre de divisions de 61 à environ la moitié. Cependant, à l’approche de la Seconde Guerre mondiale et en raison des appréhensions personnelles de Francisco Franco face à un avenir incertain, il opta pour le maintien d'une armée d'occupation comptant plus de 500 000 soldats et 22 210 officiers en état de guerre. Cette décision de maintenir un si grand nombre de troupes reflétait la prise de conscience que la guerre civile n’avait pas mis fin aux conflits internes, tout en engendrant un coût exorbitant pour le pays : en 1941, l’armée absorbait 45,8 % du budget national, et cette proportion s’élevait à 53,1 % en 1943. Cette dépense était manifestement disproportionnée, surtout pour une nation dévastée par la guerre civile. À ces difficultés s’ajoutait un pays dont l’économie et les infrastructures étaient en ruine, laissant la logistique militaire dans un état désastreux. Par ailleurs, les conspirations de certains militaires de haut rang, tels qu'Alfredo Kindelán, Luis Orgaz Yoldi, Antonio Aranda Mata et Juan Yagüe, compliquaient encore davantage la situation. Au fil du temps, les critiques à l’encontre du haut commandement, dénonçant la corruption phalangiste et l’inefficacité de l’administration de l’État, se multiplièrent. Néanmoins, Franco choisit d’ignorer à la fois la corruption au sein du régime phalangiste et les dysfonctionnements et irrégularités présents dans l’armée.
Les tentatives de Francisco Franco pour engager l'Espagne dans la Seconde Guerre mondiale furent loin d'être exceptionnelles. En effet, parmi certains généraux, une opposition manifeste se manifestait envers les cercles phalangistes qui militaient pour l'entrée en guerre du pays, une démarche que les militaires jugeaient comme un aventurisme inconsidéré. Les rapports émanant de l'état-major général mettaient en exergue les graves déficiences et insuffisances des forces armées espagnoles, en plus de la situation désastreuse régnant dans le pays. Lors de l'entretien d'Hendaye, Franco avait stipulé que l'alliance théorique avec les puissances de l'Axe resterait confidentielle jusqu'à ce que le gouvernement franquiste estime opportun d'entrer en conflit. Malgré la publication, en octobre, d'un rapport encore plus alarmant concernant l'état des forces armées et l'épuisement physique et psychologique de la population espagnole, le généralissime persista dans son engagement envers l'Axe, même devant son beau-frère Serrano Súñer.
Au cours de la Seconde Guerre mondiale, un nombre notable de généraux et d'officiers étaient au service des services secrets britanniques, lesquels cherchaient soit à obtenir leur complicité en faveur de la cause alliée, soit à obtenir des renseignements sur les activités et les décisions du haut commandement de Franco. La corruption institutionnalisée au sein de l’administration de l’État s’étendit également à l’armée, devenant ainsi une pratique courante, malgré les sévères pénuries économiques auxquelles étaient confrontées les forces armées. Parmi les nombreux cas illustratifs, celui du général Helí Rolando de Tella y Cantos mérite une mention particulière. Ce dernier fut déchu de ses honneurs militaires en raison d'irrégularités administratives, comprenant l’usage inapproprié de véhicules et de personnel militaires pour ses activités privées, telles que la gestion d'une fabrique de farine et la reconstruction d'un pazo à Lugo, durant sa période en tant que gouverneur militaire.
La guérilla antifranquiste du maquis espagnol, bien que qualifiée par la propagande du régime de simple bande de brigands et de malfaiteurs, a contraint le déploiement d'unités militaires complètes ainsi que de contingents de la Garde civile. Cette opposition a engendré une répression particulièrement sévère tant à l'encontre des guérilleros qu'à l'encontre de toute personne ayant apporté leur soutien à ces derniers.

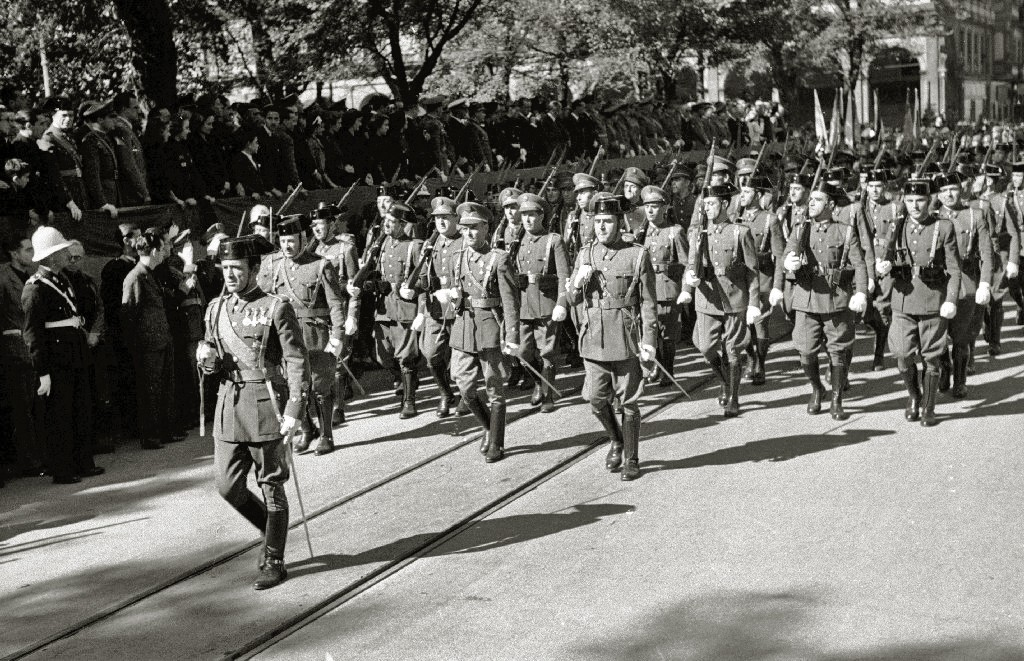
Défilé de gardes civils et de policiers armés à Saint-Sébastien (1942)

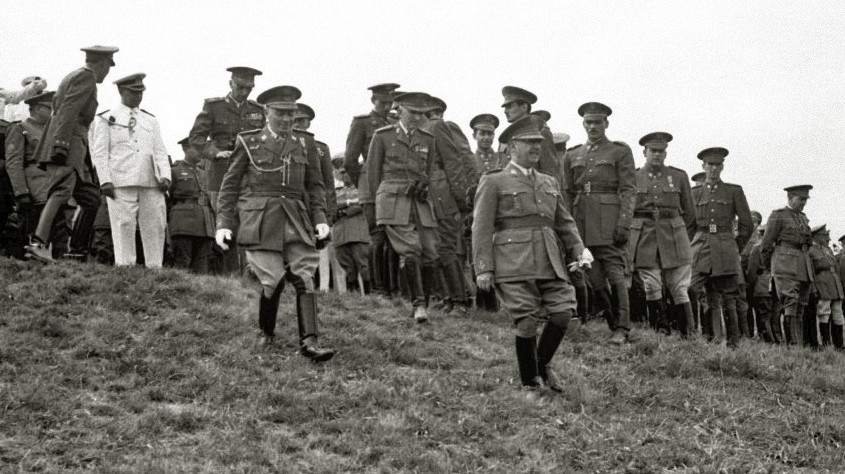
Francisco Franco et d'autres commandants militaires participant à un exercice sur le terrain (1944)

## Fournisseurs d'armement
Pendant la Guerre civile espagnole, il est à noter qu'une grande partie des armements des forces rebelles était importée d'Italie fasciste et d'Allemagne nazie. Les armes produites dans leurs propres usines d'armement se révélaient par conséquent d'une utilité réduite, à l'exception notable de la fabrication d'explosifs et de munitions. Néanmoins, Hispano-Suiza ouvrit une nouvelle usine à Séville, dédiée à la réparation et à la reconstruction des chasseurs Fiat CR.32. Par ailleurs, les usines d'armement et d'explosifs situées dans le nord de l'Espagne contribuèrent de manière significative à la diminution de la dette de l'État rebelle envers l'Allemagne nazie. À la fin du conflit, les Allemands avaient fourni 200 chars Panzer I ainsi qu'environ 600 aéronefs, dont 136 Messerschmitt Bf 109, 93 Heinkel He 111 et 63 Junkers Ju 52. De nombreuses pièces d'artillerie furent également expédiées, parmi lesquelles le célèbre FlaK 18 de 8.8 cm. Les Italiens, quant à eux, avaient envoyé 660 avions, comprenant 350 chasseurs Fiat CR.32, 100 bombardiers Savoia-Marchetti SM.79 et 64 Savoia-Marchetti SM.81. Ils avaient également expédié environ 800 pièces d'artillerie, un chiffre largement supérieur à celui des Allemands, ainsi que 150 chars. D'autres envois notables comprenaient 1 414 moteurs d'avions, 10 000 mitrailleuses, 240 000 fusils et 7 660 véhicules motorisés.
Après la conclusion de la guerre civile, le nouveau ministre de l'Air, Juan Yagüe, entreprit de reconstituer une armée de l'air moderne avec l'assistance des puissances de l'Axe, à savoir l'Allemagne et l'Italie, nourrissant l'intention manifeste de prendre part au conflit mondial aux côtés de ces nations. Toutefois, ce projet ambitieux se révéla voué à l'échec en raison des conditions défavorables du pays, rendant impossible la réalisation d'une telle entreprise. En 1943, l'armée espagnole ainsi que le gouvernement engagèrent des pourparlers avec l'armée allemande, dans le cadre du programme Bär, en vue d'explorer les options d'approvisionnement et de définir les délais de livraison. Les Allemands proposèrent la vente de 20 chars Panzer IV, de 10 canons d'assaut Sturmgeschütz III, ainsi que d'autres matériels, une offre inférieure à celle sollicitée par l'Espagne, mais qui fut néanmoins acceptée. Dès janvier 1944, l'Espagne reprit les négociations avec l'Allemagne en vue de l'acquisition de matériel supplémentaire, bien que le programme ne parvînt jamais à se concrétiser.
En l’an 1953, les États-Unis et l’Espagne consentirent à la conclusion d’un traité d’assistance militaire par lequel les Américains s’engageaient à fournir armements et technologie aux forces armées espagnoles. Dès sa nomination au poste de ministre de la Marine en 1962, Pedro Nieto Antúnez élabora un ambitieux programme naval comprenant la construction d’environ 150 navires, un projet qui demeura lointainement envisageable. En 1963, un plan révisé et plus pragmatique fut approuvé, lequel prévoyait l’acquisition d’un croiseur léger et de cinq frégates similaires à celles de la classe britannique Leander. Toutefois, le gouvernement travailliste dirigé par Harold Wilson rejeta la vente des frégates au régime de Franco, contraignant ainsi l’industrie navale espagnole à entreprendre la fabrication autonome de ces navires. Ce phénomène ne constituait pas un précédent pour les forces armées, confrontées à de tels dilemmes par le passé.
L'interdiction imposée par les États-Unis sur l'emploi des munitions américaines fournies en tant qu'aide militaire à l'Espagne durant la guerre d'Ifni conduisit ce pays à rechercher des alternatives pour ses équipements, particulièrement en ce qui concerne le Sahara espagnol. Au cours des années 1960, le gouvernement espagnol, dans sa quête de solutions appropriées, s'approcha progressivement des gouvernements français et allemand dans l'espoir d'acquérir respectivement le char AMX-30 ou le Leopard 1. Toutefois, les Allemands se virent contraints de renoncer à la vente du Leopard en raison du fait que son système de canon était d'origine britannique, et, à cette époque, le gouvernement travailliste britannique refusa à nouveau de vendre des armements au régime franquiste espagnol. Ainsi, en mai 1970, l'Espagne et la France conclurent un accord pour la vente de 19 chars de combat principaux AMX-30. Ces véhicules furent intégralement livrés à la Légion espagnole déployée dans le Sahara espagnol. À partir de 1974, l'Espagne entreprit la fabrication de l'AMX-30 sous la désignation AMX-30E, avec une première série de 180 chars produite jusqu'au 25 juin 1979.

## Ministres titulaires
Le 31 janvier 1938, le général Fidel Dávila Arrondo fut nommé au poste de ministre de la Défense nationale sous le premier gouvernement de Franco, ayant la charge des trois branches militaires : l'Armée de Terre, la Marine et l'Armée de l'Air. Cependant, à la suite de la conclusion de la guerre civile espagnole, le 9 août 1939, le ministère de la Défense nationale fut divisé en trois entités distinctes. Les responsabilités furent alors transférées au ministre de l'Armée, au ministre de la Marine, ainsi qu'au ministre de l'Air.

## Bandes et insignes d'emploi des forces armées
Les grades étaient apposés sur les poignets de la veste ainsi que sur les bretelles de la saharienne, cet uniforme de service. Jusqu'à la conclusion de la guerre civile, les insignes des généraux étaient dépourvus de couronne, cette dernière ayant été abolie par la Seconde République. Par la suite, la couronne ouverte des Rois catholiques fut adoptée pour orner les insignes. Jusqu'en 1943, le capitaine général arborait trois étoiles, le lieutenant général en portait deux, tandis que le major général et le général de brigade se distinguaient par une étoile, cette dernière étant en argent. Le grade de caporal suppléant fut rétabli en 1940, tandis que ceux de sous-lieutenant/adjudant et de premier sergent furent réintroduits en 1960. Dans la Marine, les bandes signalant les qualifications de caporal et de matelot premier/préféré ou distingué étaient de couleur rouge pour les professionnels et verte pour les remplaçants.

## Remarques
1. ↑  These figures included 618 lieutenant generals, major generals and brigadier generals in the Army; 94 admirals, vice admirals and rear admirals in the Navy; and 112 lieutenant generals, major generals and brigadier generals in the Air Force.

## Voir également
- Forces armées espagnoles
- Forces armées républicaines espagnoles
- Espagne franquiste
- Régions militaires d'Espagne
- Implication allemande dans la guerre civile espagnole
- Intervention militaire italienne en Espagne